# Xianlian Zhongchang (bondby i Kina, Jiangxi Sheng, lat 29,48, long 116,31)
Xianlian Zhongchang är en bondby i Kina. Den ligger i provinsen Jiangxi, i den sydöstra delen av landet, omkring 98 kilometer nordost om provinshuvudstaden Nanchang. Antalet invånare är 1 024. Befolkningen består av 508 kvinnor och 516 män. Barn under 15 år utgör 16,0 %, vuxna 15-64 år 73 %, och äldre över 65 år 9,0 %.
Runt Xianlian Zhongchang är det tätbefolkat, med 530 invånare per kvadratkilometer. Närmaste större samhälle är Xubu, 2,2 km söder om Xianlian Zhongchang. Trakten runt Xianlian Zhongchang består till största delen av jordbruksmark.
Genomsnittlig årsnederbörd är 2 294 millimeter. Den regnigaste månaden är maj, med i genomsnitt 338 mm nederbörd, och den torraste är januari, med 74 mm nederbörd.